# Wolfgang Kleff
Wolfgang Kleff (født 16. november 1946 i Schwerte, Tyskland) er en tidligere tysk fodboldspiller, der som målmand på det vesttyske landshold var med til at vinde guld ved VM i 1974 på hjemmebane. Han kom dog ikke på banen i turneringen, hvor han var reserve for førstevalget Sepp Maier.
Kleff var på klubplan tilknyttet blandt andet Borussia Mönchengladbach, Hertha Berlin, Fortuna Düsseldorf og Rot-Weiß Oberhausen.